# Саруле
Сару̀ле (на италиански и на сардински: Sarule) е село и община в Южна Италия, провинция Нуоро, автономен регион и остров Сардиния. Разположено е на 630 m надморска височина. Населението на общината е 1770 души (към 2011 г.).